# クルルの定理
数学、とくに環論においてクルルの定理 (Krull's theorem)とは、零環でない環は少なくとも1つの極大イデアルを持つという定理である。1929年にヴォルフガング・クルル (Wolfgang Krull) によって超限帰納法を用いて証明された。この定理はツォルンの補題を用いると簡単に証明できるが、実際はツォルンの補題（そして選択公理）と同値である。

## 変種
- 非可換環における極大左イデアルと極大右イデアルに対しても同様の定理が成り立つ。
- 擬環における正則イデアル（英語版）に対して定理が成り立つ。
- 同様の方法で証明できるわずかに強い（しかし同値な）結果は次のようなものである：

R を環とし、I を R の真のイデアルとする。このとき I を含む R の極大イデアルが存在する。
この結果において I として零イデアル (0) を取れば元の定理を得る。逆に、元の定理を R/I に適用すればこの結果が導かれる。
この結果を直接証明するには、I を含む R のすべての真のイデアルからなる集合 S を考える。集合 S は I ∈ S であるから空でない。さらに、S の任意の鎖 T に対して、T のイデアルの和集合は再びイデアル J であり、1 を含まないイデアルの和集合は 1 を含まないから、J ∈ S である。ツォルンの補題によって、S は極大元 M を持つ。この M は I を含む極大イデアルである。

## クルルの単項イデアル定理
よくクルルの定理と呼ばれる別の定理が存在する：
R をネーター環とし、a を R の零因子でも単元でもない元とする。このとき a を含むすべての極小素イデアル P は高さ 1 を持つ。